# Protodasyapha obscuripennis
Protodasyapha obscuripennis är en tvåvingeart som först beskrevs av Philippi 1865.  Protodasyapha obscuripennis ingår i släktet Protodasyapha och familjen bromsar. Inga underarter finns listade i Catalogue of Life.